# 파라곤 프로레슬링 아메리칸 챔피언십
파라곤 프로레슬링 아메리칸 챔피언십 또는 PPW아메리칸 챔피언십(PPW American championship)은 파라곤 프로 레슬링의 챔피언십 중 하나다. 
PPW에서는 중간급 챔피언십을 나타낸다.

## 역사
2015년 9월 6일 다린 코빈이 초대 챔피언에 등극하였다.